# 掩码
掩码（英語：Mask）在计算机学科及数字逻辑中指的是一串二进制数字，通过与目标数字的按位操作，达到屏蔽指定位而实现需求。

## 示例
创造一个掩码msk把一个指令cmd的第0~3位（右边第一位为0位）清零：
指令cmd = 0110011011
创造掩码msk = 0000001111

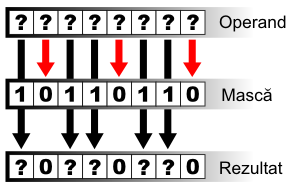

用掩码的反码~msk和指令cmd做按位与运算cmd & ~msk = 0110011011 & 1111110000 = 0110010000
则指定的第0~3位已被清零。